# Arc'teryx
Arc'teryx — канадська компанія, що спеціалізується на виробництві високоякісного одягу, взуття та спорядження для альпінізму, туризму та інших видів активного відпочинку. Відома зявдяки  використанням інноваційних матеріалів та високих стандартів якості.

## Історія
Компанія була заснована у 1989 році в Норт-Ванкувер, Канада, під назвою Rock Solid. Засновник, Дейв Лейн, був пристрасним скелелазом і розпочав бізнес із виробництва альпіністських страхувальних систем.  
У 1991 році компанія змінила назву на "Arc'teryx" — ця назва є відсиланням до Archaeopteryx, одного з найдавніших відомих пернатих динозаврів. Вона символізувала еволюцію, інноваційність.  
Першими популярними продуктами компанії стали страхувальні пояси для альпіністів, які швидко здобули популярність завдяки високій якості та увазі до деталей.
У середині 1990-х Arc'teryx почав експериментувати з передовими матеріалами. У 1998 році компанія випустила свою першу альпіністську куртку "Alpha SV", виготовлену з матеріалу Gore-Tex. Це був справжній прорив: куртка поєднувала легкість, міцність і повну водонепроникність, що зробило її культовим продуктом серед професійних альпіністів.
Arc'teryx також розробив технологію "ламінованих швів" і "водонепроникних блискавок", що зменшило вагу та підвищило ефективність верхнього одягу.
У 2001 році Arc'teryx був придбаний німецькою компанією "Salomon Group", що дозволило бренду розширити виробництво.  
У 2005 році "Salomon Group" перейшов під контроль фінської корпорації "Amer Sports". Arc'teryx продовжував розширювати асортимент продукції, додаючи туристичні рюкзаки, військову серію та міський одяг.  
Компанія відкрила власні виробничі потужності в Канаді, що дозволило їй підтримувати високі стандарти якості та контролювати процес виробництва.
У 2019 році "Amer Sports" був придбаний китайською корпорацією "Anta Sports". Arc'teryx залишився преміальним брендом у складі холдингу.  
Сьогодні компанія має глобальну присутність, понад 80 фірмових магазинів у різних країнах, а її продукція продається в понад 40 країнах світу.

## Продукція
Arc'teryx спеціалізується на виробництві:
Альпіністського одягу (куртки, штани, термобілизна)
Туристичного спорядження (рюкзаки, спальні мішки)
Взуття (трекингові черевики, кросівки)
Аксесуарів (рукавички, шапки, ремені)
Міського одягу (колекція Veilance)

## Технології та інновації
Arc'teryx відома своїми унікальними технологіями:
"Gore-Tex" — водонепроникний, дихаю чий матеріал.
"WaterTight™ Zippers*" — герметичні блискавки, що запобігають проникненню води.
"Arc'teryx Warp Strength Technology™" — інноваційна система розподілу навантаження в рюкзаках та альпіністських системах.
"Down Composite Mapping™" — поєднання пуху та синтетичного утеплювача в стратегічних зонах

## Популярність і вплив
Arc'teryx є популярним брендом серед:
Альпіністів та туристів — завдяки високій якості спорядження
Військових та спецслужб — через серію LEAF (Law Enforcement & Armed Forces)
Міських користувачів — колекція Veilance стала частиною преміальної моди
Arc'teryx часто порівнюють із такими брендами, як The North Face, Patagonia та Columbia Sportswear.